# 박승태
박승태(朴勝泰, 1947년 11월 15일 ~ 현재)는 대한민국의 영화 배우이다.

## 출연작

### 영화
- 2018년 《버닝》 ... 주인할머니 역
- 2016년 《럭키》 ... 강리나의 할머니 역
- 2014년 《피 끓는 청춘》 ... 순덕 역
- 2014년 《수상한 그녀》 ... 오복 역
- 2010년 《집 나온 남자들》 ... 성희 모 (성우) 역
- 2008년 《나는 행복합니다》 ... 이장 부인 역
- 2007년 《권순분 여사 납치사건》 ... 근영 모 역
- 2007년 《방울토마토》 ... 종덕 모 역
- 2007년 《두 사람이다》 ... 황대용 모 역
- 2006년 《가을로》 ... 민주 모친 역
- 2005년 《공공의 적 2》 ... 방현주 역
- 2003년 《실미도》 ... 인찬 모 역
- 2002년 《취화선》 ... 노 상궁 역
- 2002년 《공공의 적》 ... 김영순 역
- 2001년 《선물》 ... 용기 모 역
- 2000년 《침향》 ... 익산댁 역
- 1996년 《축제》 ... 외동댁 역
- 1994년 《태백산맥》
- 1994년 《나는 소망한다 내게 금지된 것을》 ... 상담녀 1 역

### 드라마
- 2022년 KBS2 《현재는 아름다워》 - 이웃사랑봉사단 회원 역
- 2022년 tvN 《환혼》 - 사리촌 노파 역
- 2022년 넷플릭스 《안나라수마나라》 - 강도에게 당한 할머니 역
- 2021년~2022년 SBS 《너의 밤이 되어줄게》 - 제임스의 어머니를 아는 할머니 역
- 2021년 MBC 《목표가 생겼다》 - 혜순 역
- 2020년 KBS1 《기막힌 유산》 - 옹심이 할머니 역
- 2019년 OCN 《타인은 지옥이다》
- 2019년 KBS2 《저스티스》
- 2019년 KBS2 《퍼퓸》 - 최장태 부인 역
- 2019년 KBS2 《세상에서 제일 예쁜 내 딸》 - 육성자 역
- 2019년 OCN 《보이스 3》
- 2019년 MBC 《아이템》
- 2019년 tvN 《로맨스는 별책부록》 - 유명숙 작가 역
- 2019년 JTBC 《리갈 하이》
- 2018년 tvN 《계룡선녀전》
- 2018년 MBC 《내 뒤에 테리우스》 - 엘리베이터 타시는 할머니 역
- 2018년 OCN 《손 the guest》
- 2018년 tvN 《식샤를 합시다 3》
- 2018년 SBS 《서른이지만 열일곱입니다》 - Bar에서 자기 이름이 우선희라고 말하는 할머니 역
- 2018년 MBC 《검법남녀》 - 염상구와 같은 동네 사는 할머니 역
- 2018년 OCN 《라이프 온 마스》
- 2018년 JTBC 《미스 함무라비》 - 의료과오사건 피해자 어머니 역
- 2018년 KBS2 《추리의 여왕 2》
- 2018년 tvN 《화유기》 - 강명자 역
- 2017년 OCN 《나쁜 녀석들 : 악의 도시》
- 2017년 OCN 《블랙》
- 2017년 SBS 《의문의 일승》
- 2017년 KBS2 《황금빛 내 인생》
- 2017년 tvN 《이번 생은 처음이라》
- 2017년 MBC 《20세기 소년소녀》 - 엘리베이터 안 할머니 역
- 2017년 MBC 《돌아온 복단지》 - 김필순 역
- 2017년 KBS2 《마녀의 법정》 - 장유미의 할머니 역
- 2017년 SBS 《다시 만난 세계》 - 강말이 역
- 2017년 KBS2 《아버지가 이상해》 - 죽은 한수의 고모 역
- 2016년 SBS 《낭만닥터 김사부》
- 2016년 MBC 《워킹 맘 육아 대디》
- 2016년 MBC 《쇼핑왕 루이》
- 2015년 tvN 《응답하라 1988》 - 김선영의 어머니(선우 외할머니) 역
- 2014년 SBS 《엔젤 아이즈》 - 응급차에 타기 싫어하는 무속인 환자 역
- 2011년~2012년 KBS2 《오작교 형제들》 - 홍만식의 어머니 역
- 2011년 tvN 《로맨스가 필요해》 - 배성현의 할머니 역
- 2007년 KBS2 《얼렁뚱땅 흥신소》
- 2007년 MBC 《옥션하우스》 - 노경자 역
- 2005년 KBS2 《드라마시티 - 낙타씨의 행방불명》

### 연극
- 《그대를 사랑합니다》
- 《달님은 이쁘기도 하셔라》